# Тихая пристань (мультфильм)
«Тихая пристань» — советский кукольный мультипликационный фильм, снятый режиссёром Анатолием Карановичем в 1957 году на студии «Союзмультфильм».

## Сюжет
Узнав о скором посещении лодочной станции начальством, директор И. Титанников принимается за срочный ремонт руководимой им пристани. В конце фильма он сам оказывается жертвой своего очковтирательства. Мораль — о честном отношении к порученному делу.
Другая линия фильма — о любви робкого Сени Ёжикова к Ниночке Ландышевой.

## Съёмочная группа
- Сценарий — Николая Эрдмана, Валерия Медведева
- Режиссёр — Анатолий Каранович
- Оператор — Михаил Каменецкий
- Художник — Анатолий Курицын
- Композитор — Сигизмунд Кац
- Текст песни — Сергея Богомазова
- Звукооператор — Борис Фильчиков
- Ассистент режиссёра — А. Васильева
- Комбинированные съёмки: 
  - оператор — Николай Гринберг
  - художник — Роман Гуров
- Куклы и декорации изготовили: В. Куранов, Н. Солнцев, Олег Масаинов, Геннадий Лютинский, А. Филасов, Павел Лесин, В. Чернихова, А. Жукова, Вера Калашникова, М. Фыкова, К. Русанова, Светлана Знаменская
- под руководством гл. художника — Романа Гурова
- Кукловоды: Л. Валуцкая, Лев Жданов, В. Закревский, В. Кусов, В. Новикова, Семён Самодур, Марианна Хорошко, П. Якушев
- Роли озвучивали: Владимир Грибков, Николай Прокопович, Капитолина Кузьмина, Борис Толмазов, Анатолий Щукин, Марианна Хорошко
- Текст от автора читает: Зиновий Гердт
- Съёмочная группа приведена по титрам мультфильма.